# Hidemaro Watanabe
Hidemaro Watanabe (jap. 渡部 英麿 Watanabe Hidemaro; ur. 24 września 1924, zm. 12 października 2011) – japoński piłkarz, reprezentant kraju.

## Kariera klubowa
Jako piłkarz grał w klubie Chugoku Electric Power.

## Kariera reprezentacyjna
W reprezentacji Japonii zadebiutował 14 marca 1954 w meczu przeciwko reprezentacji Korei Południowej. W sumie w reprezentacji wystąpił w 2 spotkaniach.

## Statystyki
| Reprezentacja Japonii | Reprezentacja Japonii | Reprezentacja Japonii |
| Rok                   | Mecze                 | Gole                  |
| --------------------- | --------------------- | --------------------- |
| 1954                  | 2                     | 0                     |
| Razem                 | 2                     | 0                     |